# Cynodon septenarius
Cynodon septenarius är en fiskart som beskrevs av Toledo-piza 2000. Cynodon septenarius ingår i släktet Cynodon och familjen Cynodontidae. Inga underarter finns listade i Catalogue of Life.